# Geo Șcurupii
Geo Șcurupii (născut Gheorghii; în ucraineană Ґео Шкурупій; n. 20 aprilie 1903, Tighina, Imperiul Rus – d. 25 noiembrie 1937, Leningrad, RSFS Rusă, URSS) a fost un scriitor, poet și scenarist sovietic ucrainean.

## Biografie
S-a născut în orașul gubernial Tighina (Bender) din gubernia Basarabia, Imperiul Rus (azi în R. Moldova), în familia unui feroviar și a a unei profesoare. Și-a petrecut copilăria la Florești, apoi la Balta, iar din 1913 la Kiev. După absolvirea celui de-al doilea gimnaziu clasic din Kiev (1920), a studiat la Facultatea de Medicină a Universității din Kiev, la Institutul de Relații Externe. A lucrat la calea ferată, ulterior, ca editor și scenarist la o fabrică de film și în redacția ziarului „Bolșevic” (Більшовик).
În 1920, a debutat în almanahul literar și de artă „Grono” cu lucrările în proză „Noi” (Ми) și „În ceasul marii suferințe” (В час великих страждань) iar anul următor, 1921, a publicat „Vârtejul revoluției” în almanah („Вир революції”) o selecție de poezii. Fascinat de arta de avangardă, a publicat articole teoretice despre futurism și a luat parte la discuții literare. A aparținut organizațiilor și grupurilor literare „Komkosmos” (Kiev, 1921), „Asociația Panfuturiștilor” (Асоціація панфутуристів, Aspanfut; Kiev, 1921-1924), „Asociația de Cultură Comunistă” (Асоціація комуністичної культури, Kiev/Harkov, 1924-1925), VAPLITE (Harkov, 1926-1927), „Noua generație” (Нова генерація, Harkov, 1927-1931).
Lucrările lui Shkurupia au fost publicate în reviste, ziare și almanahuri „Căile artei” (Шляхи мистецтва), „Globul” (Глобус), „Semafor către viitor” (Семафор у майбутнє), „Viața și revoluția” (țЖиття й революція), „Noua generație”, „Calea roșie” (Червоний шлях), „Gazeta literară” (Літературна газе), etc.
A fost arestat la Kiev la 3 decembrie 1934, sub acuzația de apartenență la „organizația teroristă OUN”. Au fost ținute două ședințe de judecată ale tribunalului militar, la care Șcurupii a negat categoric acuzațiile care i-au fost aduse și chiar a depus o plângere scrisă cu privire la metodele ilegale de investigație.
După primul proces, cazul a fost returnat pentru cercetări suplimentare. La a doua ședință de judecată a tribunalului militar, Șcurupii își dovedește din nou nevinovăția și încearcă să infirme acuzațiile cu argumente specifice. Cu toate acestea, la 27 aprilie 1935, a fost condamnat la 10 ani în lagăre de muncă forțată, cu încă trei ani de pierdere a drepturilor politice și confiscarea proprietății. Și-a ispășit pedeapsa în lagărul Solovki. Soția sa Varvara Bazas și fiul lui Gheorghii au fost evacuați din Kiev ca familie a unui dușman al poporului.
La 25 noiembrie 1937, „troica specială” a analizat cazul din nou lui Șcurupii și l-a condamnat la moarte. Sentința a fost executată pe 8 decembrie.